# Berliner Rundfunk

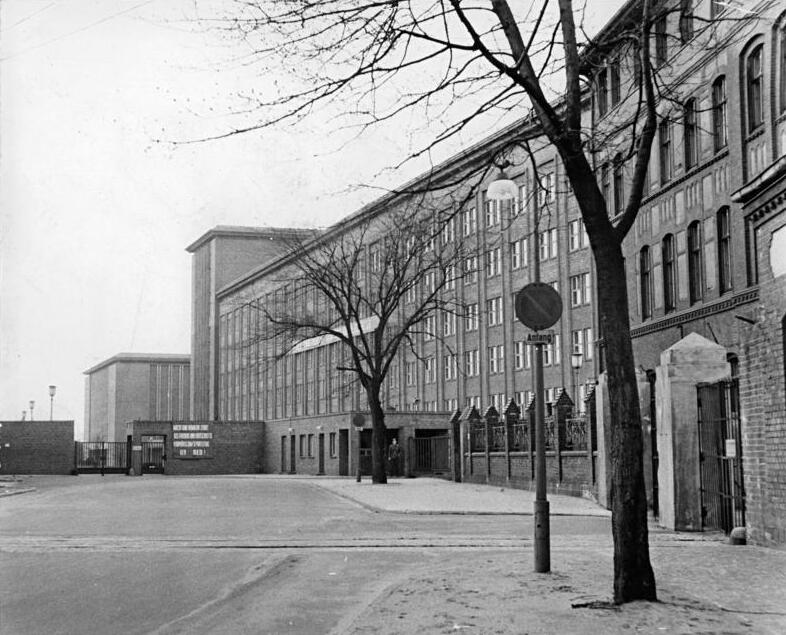
La Funkhaus Nalepastraße, le siège de la station à partir de 1952.

Berliner Rundfunk (« Radiodiffusion de Berlin », BERU) est une station de radiodiffusion appartenant à la société Rundfunk der DDR de la République démocratique allemande (RDA). Fondée en 1945 par les autorités militaires soviétiques dans le but de remplacer la station de radio du Troisième Reich, son programme se doit témoigner des événements politiques dans la capitale, Berlin-Est, et ses environs. 
La station publique poursuivit ses émissions jusqu'à sa privatisation la fin de l'année 1991, à la suite de la réunification allemande. 

## Histoire
La première émission diffusée sera mise en ligne le 13 mai 1945, quelques jours seulement après les actes de capitulation du Troisième Reich. La station, totalement contrôlée par les forces soviétiques (SMAD), émit tout d'abord depuis les anciens studios de la Reichs-Rundfunk-Gesellschaft (« Compagnie de radio du Reich ») se trouvant à la Haus des Rundfunks au quartier de Westend dans le secteur britannique de Berlin-Ouest. 

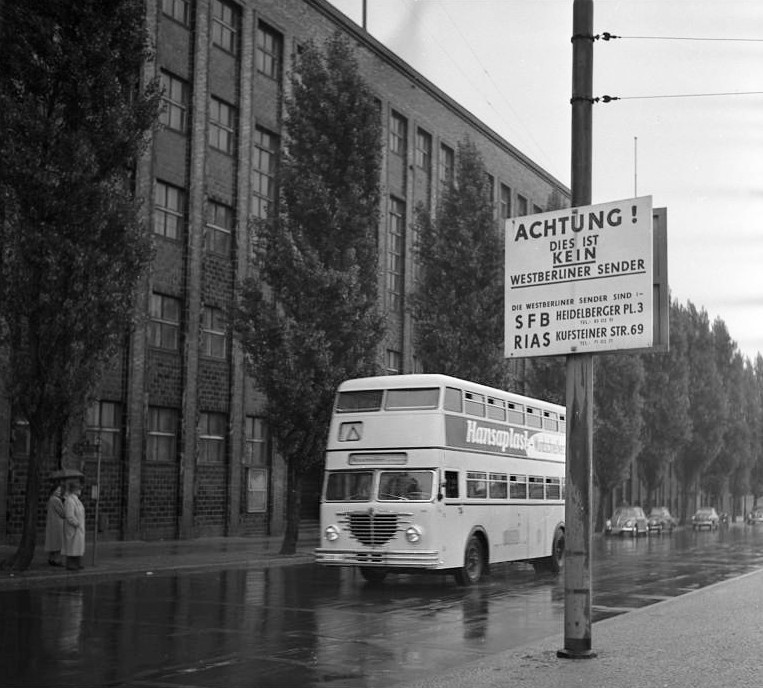
La Haus des Rundfunks en 1955, l'étiquette avertit: « Attention! Ce n'est pas une station de Berlin-Ouest ».

Dans un Berlin divisé, ce site est devenu un enjeu de la guerre froide : en réponse au refus de l'administration soviétique d'accorder du temps d'antenne aux alliés occidentaux, les Américains et les Britanniques décidèrent de contourner cette interdiction en instituant des radios autonomes dans leurs propres zones d'occupation. Le 30 avril 1946, l'émetteur Drahtfunk im amerikanischen Sektor (DIAS) a été créé, siégeant dans le quartier de Schöneberg. La situation fut exacerbée par le blocus de Berlin en 1948/1949, quand des troupes britanniques ont verrouillé le siège de la station. La Haus des Rundfunks n'est revenue sous le contrôle de l'administration de Berlin-Ouest qu'en 1956. 
En 1952, la radio soviétique est placée entre les mains du gouvernement de la République démocratique allemande. Le conseil des ministres institue le comité d'État pour la radiodiffusion, lequel a la haute main sur les stations de radio du pays. En même temps, le siège de la radiodiffusion est déplacé à la Funkhaus Nalepastraße nouvellement construite au quartier de Oberschöneweide à Berlin-Est et la Berliner Rundfunk emménagea dans les nouveaux locaux de la radio est-allemande. Lors de la restructuration de la Rundfunk der DDR décidée quelques semaines après l'insurrection de juin 1953, la station prit momentanément le nom de Berlin 1 (Berlin 1. Programm) par opposition à la Radio DDR, rebaptisée « Berlin 2 ». 
En septembre 1955, elle reprend son nom de Berliner Rundfunk pour devenir l'une des principales stations de radio d'Allemagne de l'Est. La station diffusait principalement des émissions de proximité centrées sur Berlin-Est, des bulletins d'information, des programmes politiques, mais également des émissions de divertissement. Helga Hahnemann a figuré parmi les présentateurs les plus populaires, puis elle fit carrière à la télévision de la RDA.
Après la privatisation en 1991, le nom fut repris par une station de radio privée créée le 1er janvier 1992, laquelle émet ensuite sous le nom de Berliner Rundfunk 91.4.